# 衛正斥邪

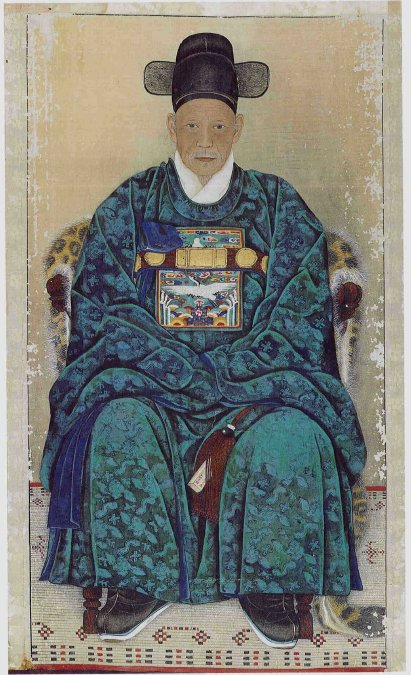
衛正斥邪論の中心人物・崔益鉉

衛正斥邪（えいせいせきじゃ、朝鮮語: 위정척사〈ウィジョンチョクサ〉）は、李朝時代の朝鮮で、「邪教」「邪説」を排斥して国家の「正学」である朱子学を墨守しようとする考え。対外的には攘夷思想であると同時に、国内的には一種の純化思想であり、現実の論理よりも理念的価値を優先して絶対王制による搾取のための硬直的な身分制正当化としても機能していた。それは西洋近代文明を拒否し、商人や企業を見下す考え方や儒教とくに朱子学、華夷秩序を守ろうとする李氏朝鮮の国際的な合意事項よりも国内の論理を優先した反欧州・親中論の動きとして現れている。朝鮮日報によると現代の韓国左派の反米・親中の民族主義思想の源流とされている。

## 概要

斥和碑「洋夷侵犯非戰則 和主和賣國 戒我萬年子孫 丙寅作辛未立」

思想ないし思想傾向としての衛正斥邪は、全国に展開された書院によって一般的に普及・浸透していたものだが、それが政治的な行動として顕著に現れたのが1864年より始まる大院君政権であった。若年の王高宗の実父として執権をにぎった興宣大院君は、衛正斥邪政策を強力に推し進め、新興宗教である東学や西洋からもたらされた天主教（カトリック教会）に激しい弾圧を加えた。また、「洋夷」すなわち西欧諸国の勢力が朝鮮半島の沿岸におよぶや、大院君はこれを強硬に排撃し、丙寅洋擾、辛未洋擾などの事件を引き起こした。これらの事件によって自信を付けた興宣大院君は、朝鮮全土八道四都にこの思想を奨励する「斥和碑」を建立した。
この碑には、
"洋夷侵犯非戦則和、主和売国"（洋夷侵犯す、戦わざるは則ち和なり、和を主するは売国なり）
と刻まれている。
その後、大院君らは西洋文明を受け入れた日本も西洋諸国と同一視して（倭洋一体）、通商を求める日本に対しても強硬な姿勢をとった。
ただし、大院君政権は大土木工事をおこない、その財源として国民から新税を取り立て、悪貨を鋳造するなど民衆に重い負担を負わせてその生活を混乱させたため、大院君の施政にも批判的な独自の政治勢力が形成された。狭義には、両班を中心とするこの政治勢力を衛正斥邪派ということがある。
興宣大院君は、高宗の后であった閔妃一族との政治抗争に敗れて失脚したが、その後成立した閔氏政権は1876年に日本とのあいだに日朝修好条規を結んで開国し、開化政策に転じた。このような開国・開化に最も強硬に反対したのが衛正斥邪派である。1881年には年初から中南部各道の衛正斥邪派の在地両班は漢城府に集まって金宏集（のちの金弘集）ら開化政策を進める閣僚の処罰と衛正斥邪策の実行を求める上疏運動を展開した（辛巳斥邪上疏運動）。閔氏政権は、上疏の代表であった洪在鶴を死刑に処したほか、上疏運動の中心人物を流罪に処するなど、これを厳しく弾圧した。衛正斥邪派は大院君をリーダーと仰ぐようになり、この年の夏には、安驥泳らが閔氏政権を倒したうえで大院君の庶長子（李載先）を国王に擁立しようというクーデター計画が発覚している。
開化派が創設した新式軍隊（別技軍）と比較して様々な点で差別的に待遇されたほか、俸給米の遅配、さらに支給係の不正による俸給米の異物混入事件をきっかけに「旧軍」兵士が反乱を起こした。これが1882年の壬午軍乱である。これは、反乱に乗じて閔妃などの政敵を一掃し、政権を再び奪取しようとする大院君の煽動によるものであり、衛正斥邪派もこのクーデタに加わった。これにより、大院君政権が一時的に復活し、衛正斥邪派の政治犯も多く解放された。しかし、この政権は清国軍が興宣大院君を拉致したことによって終わりを告げ、その後は閔氏政権が復活して、清国の強い干渉のもとでの開化政策へと転じた。